# Nazi-ufo

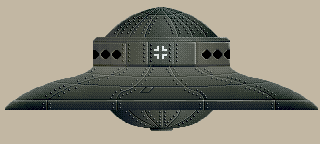
Artistieke impressie van een Haunebu-type nazi-ufo, uiterlijk gelijkend op ufo's die zouden zijn gefotografeerd door George Adamski, Reinhold Schmidt, Howard Menger en Stephen Darbishire

De term nazi-ufo verwijst in de ufologie, complottheorieën en sciencefiction naar geavanceerde vliegtuigen of zelfs ruimtevaartuigen die nazi-Duitsland vlak voor en gedurende de Tweede Wereldoorlog ontwikkeld en gebouwd zou hebben. Deze theoretisch superieure toestellen kwamen echter te laat om nog van invloed te zijn op de oorlog.

## Antarctica
Sommigen geloven dat in ondergrondse complexen en bunkers, tijdens de oorlog in het geheim aangelegd in Neuschwabenland op de Zuidpool, gevluchte oud-nazi's na de oorlog zijn doorgegaan met het ontwikkelen van deze technologie. Dit laatste nazi-bastion zou vlak na de oorlog aangevallen zijn door een Amerikaanse vloot onder leiding van admiraal Richard Byrd, maar deze vloot zou door vliegende schotels verjaagd zijn, waarbij de Amerikanen zware verliezen zouden hebben geleden. Later zou dit naar buiten gebracht zijn als de wetenschappelijke Zuidpoolexpeditie 'Operatie Highjump'.

## Geheime bases
Volgens andere verhalen zouden de Amerikanen de nazi-ufotechnologie en de geleerden die hieraan werkten in Duitsland hebben buitgemaakt in het kader van Operatie Paperclip, aan het eind van de oorlog, en deze in geheime bases zoals Area 51 verder hebben ontwikkeld. De naoorlogse 'ufogolf' zou terug te voeren zijn op deze geheime 'nazi-ufotechnologie' die toen ver genoeg doorontwikkeld was om door het Amerikaanse leger getest te worden. Ook hedendaagse ufo's zouden hierop terug te voeren zijn. Deze verhalen duiken vaak op in neonazikringen en in verhalen over samenzweringstheorieën maar worden door de meeste historici afgewezen als bedrog of fantasie. Mogelijk zijn ze afgeleid van de verhalen over de wel historisch bewezen wunderwaffen die de nazi's ontwikkelden aan het eind van de oorlog.

## Duitse benamingen
In het Duits worden deze toestellen met verschillende benamingen omschreven: Feuerball (vuurbal), Diskus, Haunebu, Hauneburg-Geräte, VRIL, Kugelblitz (bolbliksem), Andromeda-Geräte, Flugkreisel (vliegende schijf), Kugelwaffe (bolvormig wapen) en ook wel Reichsflugscheibe (rijksvliegschijf).